# Червак Богдан Остапович
Богда́н Оста́пович Черва́к (нар. 29 червня 1964, м. Дрогобич, Львівська область) — український громадський і політичний діяч. Голова Організації українських націоналістів. Перший заступник Голови Державного комітету телебачення та радіомовлення України.

## Життєпис

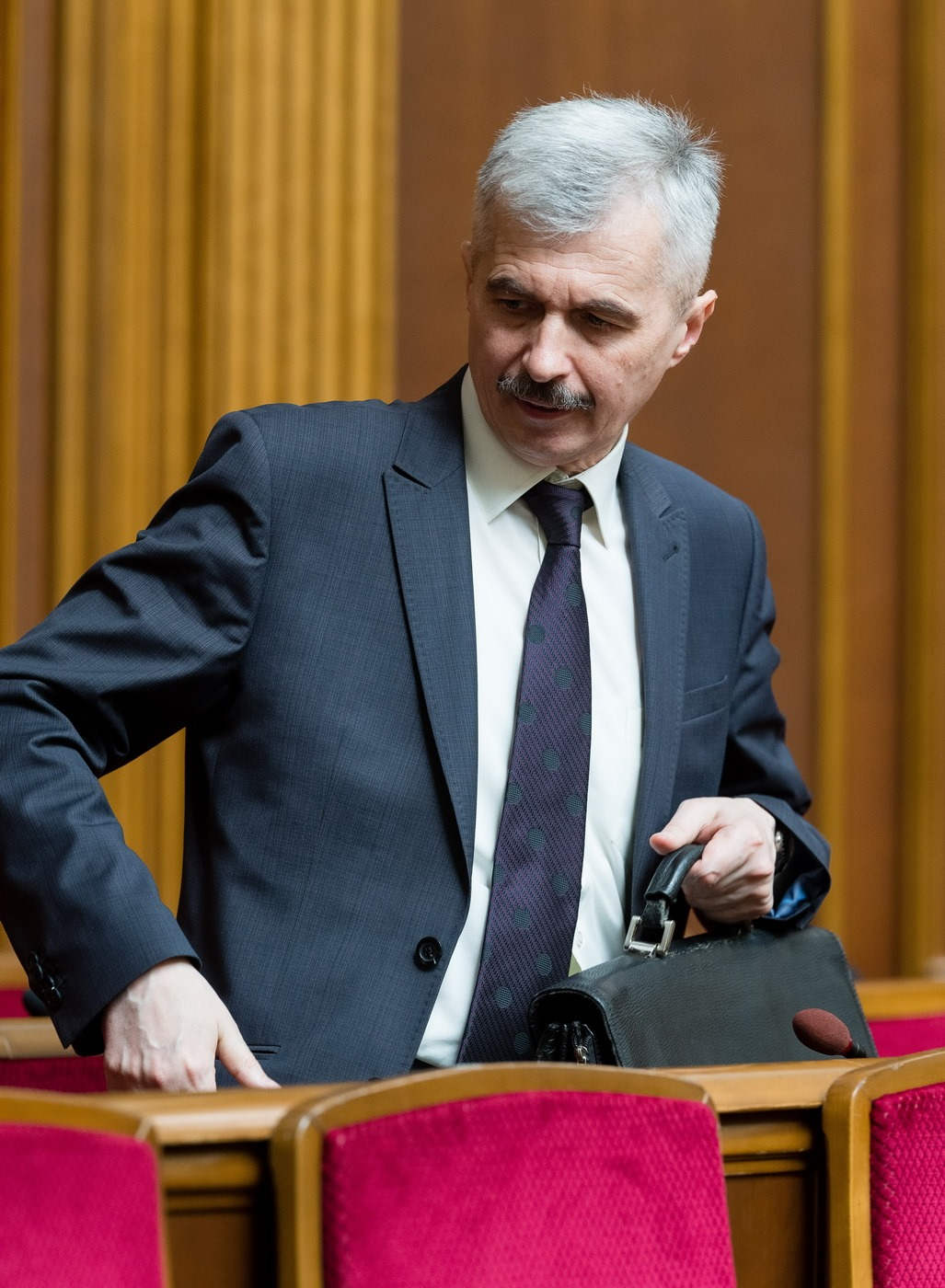

Народився 29 червня 1964 року в місті Дрогобичі Львівської області. 
У 1992 році закінчив Дрогобицький педагогічний інститут ім. Івана Франка. За спеціальністю — вчитель української мови і літератури. З 1992 по 1995 рік навчався в аспірантурі й паралельно працював викладачем кафедри української літератури Дрогобицького педінституту.
У 2006 закінчив Національну академію державного управління при Президентові України і здобув другу вищу освіту за спеціальністю «Управління суспільним розвитком» та кваліфікацію магістра управління суспільним розвитком.
З 2001 року — головний редактор тижневика «Українське слово». У вересні 2001 року перейшов на роботу в Кабінет Міністрів України. Працював головним спеціалістом Управління Департаменту внутрішньої політики Секретаріату Кабінету Міністрів, а також завідувачем сектору з моніторингу та підготовки матеріалів для ЗМІ Управління зв'язків з громадськістю. З 2002 року працює у Державному комітеті телебачення і радіомовлення України.
У 2015 році призначений на посаду першого заступника Голови Державного комітету телебачення і радіомовлення України.

## Громадська та політична діяльність
У 1988 році один із ініціаторів створення Товариства «Відродження» у Трускавці, яке згодом стало Трускавецькою філією «Відродження» Товариства української мови «Просвіта» ім. Т. Шевченка. З грудня 1989 по серпень 1990 року входив до складу редколегії підпільного літературно-мистецького журналу «Тустань». 
У 1990 році обирався депутатом Трускавецької міської ради від демократичного блоку. У 1993 став головою Дрогобицької районної організації ОУН. У 1993—1994 був головним редактором національного молодіжного часопису «Смолоскипи» та очолював Націоналістичний клуб ім. Олега Ольжича.
З 1995 року працював головою Секретаріату ОУН у Києві. З 2001 року головний редактор тижневика «Українське слово». Довший час очолював Київську міську організацію ОУН, входив до Центрального Проводу ОУН, правління Фундації ім. Олега Ольжича та редколегії журналу «Розбудова держави».
26 травня 2012 року на XIX Великому Зборі Українських Націоналістів одностайно обраний Головою ПУН і ОУН. (Переобирався на Великих Зборах ОУН у 2013, 2016 та 2020 роках).
У 2016 входив до складу Організаційного комітету з підготовки та проведення заходів у зв'язку з 75-ми роковинами трагедії Бабиного Яру, який ухвалив рішення про встановлення там пам'ятника визначній діячці ОУН, поетесі Олені Телізі.
У 2017 виступив консультантом створення документального фільму «Вогонь самопосвяти» (про життя і боротьбу визначного діяча ОУН і поета Олега Ольжича), який здобув державну премію ім. Івана Франка.
Входить до складу редакційної колегії журналу «Українська культура» та газети «Українське слово — Літаври».
У січні 2022 року виступив одним із засновників добровольчого підрозділу «УВО».

## Сімейний стан
Одружений. Має двох дітей: доньку — Надію та сина — Остапа.

## Нагороди
- Лауреат Премії імені Якова Гальчевського «За подвижництво у державотворенні» (2020).
- Відзнака «Симон Петлюра. Журналістика і Державність» (2021).[2]

## Список друкованих робіт
- «Образ гетьмана Виговського в українській літературі». — Дрогобич : Видавнича фірма «Відродження», 1993 р.
- «Між лезом меча і сріблом полину». — Дрогобич : Націоналістичний клуб ім. О. Ольжича, 1994 р.
- «Наперед, українці» (до питання: Іван Франко і національна ідея). — К. : Фундація ім. Ольжича, 1995 р.
- «Український націоналізм: дослідження, інтерпретації, портрети». — Дрогобич : Видавнича фірма «Відродження», 1996 р.
- «Лицарі духу» (українські письменники-націоналісти — «вістниківці») — у співавторстві з О. Баганом та З. Гузаром. — Дрогобич : Видавнича фірма «Відродження», 1996 р.
- «Олена Теліга: життя і творчість» — К. : Видавництво імені Олени Теліги, 1997 р.
- «Правда про український Київ у 1941—1942 роках» — К. : Видавництво ім. Олени Теліги, 2003 р.
- «Уроки націоналізму» — К. : Видавництво імені Олени Теліги, 2003 р.
- «Битва за Волинь» — К. : Видавництво імені Олени Теліги, 2004 р.
- «Слово, що стало зброєю» (До 100-річчя від дня народження О. Ольжича) — К. : Видавництво ім. Олени Теліги, 2007 р.
- «Правда про український Київ 1941—1942 рр.». – Київ: Видавництво імені Олени Теліги, 2004;
- «Націоналізм. Нариси» — К. : Видавництво імені Олени Теліги, 2007 р.
- «Україна: між перемогами і поразками» (Роздуми на теми вітчизняної історії) — К. : Видавництво імені Олени Теліги, 2008 р.
- «Націоналізм. Націоналістичний рух. ОУН» — К. : Київська міська організація ОУН, 2009 р.
- «З цим переможемо!». – К. Київська міська організація ОУН, 2011 р.
- «Окупація або правда про український Київ. 1941—1942 рр.». — Київ: Видавництво АртЕк, 2023 р.[3] ISBN 978-617-8043-56-8
- «Олена Теліга». — Харків: Видавництво «Фоліо», 2024. ISBN: 978-617-551-915-8 [4]